# Carl Holland
Carl Holland (1. Dezemberjul. / 13. Dezember 1843greg. in Sankt Petersburg – 11. Februar 1891 in Würzburg) war ein deutscher Theaterschauspieler und Komiker.

## Leben
Holland, der Sohn des Constantin Holland und der Julie Gerstel begann seine theatralische Laufbahn 1859. Er war hierauf in Krefeld, Rostock, Elberfeld, Würzburg, Mainz, Bremen, Freiburg, Königsberg engagiert und trat 1868 in den Verband der Hofbühne in Wiesbaden.
Der begabte Künstler war Charakterkomiker und gehörte zu den beliebtesten Mitgliedern der Hofbühne. Von seinen besonders beifällig aufgenommenen Leistungen wären zu erwähnen „Valentin“ in Verschwender, „Didier“ in Grille, „Bellmaus“ in Journalisten, „Zwiesele“ in Schwäbin, „Stritzkow“ in Versprechen hinterm Herd etc.
Die Schauspielerin Marie Holland war seine Halbschwester aus seines Vaters erster Ehe mit Marianne Kainz.